# بوداكي لاغون
بوداكي، أو بوداسكي لاغون، (أسماء أخرى: شابولاتسكي ليمان، شابولات، بوداسكي ليمان، (بالأوكرانية: Будацький лиман, Шаболат، بالرومانية: Limanul Budachi, Şabolat))، هي بحيرة شاطئية في البحر الأسود في بيسارابيا، جنوب أوكرانيا تقع على بعد 18 كم من مدينة بيلهورود دنيستروفسكيي. يفصل بين هذه البحيرة والبحر الأسود شريط من المياه الضحلة يتراوح عرضه بين 80 و200 متر. تقع مدينة السياحة العلاجية سيرغييفكا في مقاطعة بوداكي لاغون.
يتم تنظيم الوصلة المؤقتة بين بوادكي لاغون والبحر من خلال قناة إصطناعية «قناة بوداكي» (في الغرب الجنوبي)، وفي بعض الأحيان من خلال تعرية أو حتٍّ طبيعي من المياه الضحلة. البحيرة متصلة مع مصب دنيستر عن طريق القنوات «بوغاز-1» و «بوغاز-2». في الجزء الأوسط من البحيرة، في بلدة سيرغييفكا، يربط الجسر المدينة مع المياه الضحلة.
يبلغ طول هذه البحيرة الشاطئية 17 كم، وعرضها 1.5 كم، ويبلغ إرتفاعها 0.8-2.4 متر، وتبلغ مساحتها 27-32 كم2. يبلغ طول شريط المياه الضحلة حوالي 18 كم، وعرضه 80-200 متر. تعتبر البحيرة ضحلة، حيث يبلغ أقصى عمق لها 2.2 متر، في المتوسط 1.05 متر. في الصيف تكون درجة حرارة المياه حوالي 26-28 درجة مائوية، وتصل إلى 33 درجة مئوية في المياه الضحلة.
في السنوات العشرين الأخيرة، كانت ملوحة هذا المصب بين 2 و32 ٪؜، أما الآن فإن الجزء الأكثر الذي فقد ملوحته هو خليج أكيمبيت وشمال شرق البحيرة الشاطئية، والذي يتصل بمصب دنيستر (الملوحة 2-14 ٪؜)، والتمعدن الأقصى يقع في الجنوب الغربي بسنة تتراوح بين (15-32 ٪؜).

## أصل التسمية
تعود تسمية اسم هذه البحيرة الشاطئية، إلى الاسم القديم لقرية بريمورسكي، التي تعود أصولها إلى اللغة التركية: “بوكاك”، وتعني الزاوية أو الركن. هناك اسم آخر للبحيرة، وهو «شابولت»، وهو يعود أصله إلى اسم قرية أخرى تدعى «شابو» (بالتركية: أتشا-أباج) وتعني الحدائق السفلى، التي تقع بدورها في شمال البحيرة.

## وصلات خارجية
مركز السياحة العلاجية في سييرغيفكا
صور للبحيرة الشاطئية
بوداكي لاغون على موقع سييرغيفكا